# Bochas en los Juegos Mundiales de 2022
Las bochas en los Juegos Mundiales de 2022 es uno de los deportes que forman parte de los Juegos Mundiales de 2022 celebrados en Birmingham, Alabama durante el mes de julio de 2022, y se llevó a cabo en la Universidad de Alabama en Birmingham. Es la primera vez que solo se compite en categoría femenil en los Juegos Mundiales desde la introducción del raffa en la edición de 2009.

## Participantes
- Argentina
- Bélgica
- Camboya
- Canadá
- Chile
- Croacia
- Dinamarca
- Francia
- Alemania
- Italia
- Marruecos
- Serbia
- Eslovenia
- Tailandia
- Estados Unidos

## Resultados
| Evento                     | Oro                          | Plata                                      | Bronce                                              |
| -------------------------- | ---------------------------- | ------------------------------------------ | --------------------------------------------------- |
| Tiro de Precisión Leonés   | Nives Jelovica               | Marika Depetris                            | Nataša Antonjak                                     |
| Tiro Progresivo Leonés     | Ophélie Armanet              | Ria Vojković                               | Gaia Gamba                                          |
| Tiro de Precisión Petanque | Ouk Sreymom                  | Bekah Howe                                 | Phantipha Wongchuvej                                |
| Dobles Petanque            | Camboya Ouk Sreymom Un Sreya | Francia Nadège Baussian Caroline Bourriaud | Tailandia Nantawan Fueangsanit Phantipha Wongchuvej |

## Medallero
| Rank               | País               | Oro | Plata | Bronce | Total |
| ------------------ | ------------------ | --- | ----- | ------ | ----- |
| 1                  | Camboya            | 2   | 0     | 0      | 2     |
| 2                  | Croacia            | 1   | 1     | 0      | 2     |
| 2                  | Francia            | 1   | 1     | 0      | 2     |
| 4                  | Italia             | 0   | 1     | 1      | 2     |
| 5                  | Estados Unidos     | 0   | 1     | 0      | 1     |
| 6                  | Tailandia          | 0   | 0     | 2      | 2     |
| 7                  | Serbia             | 0   | 0     | 1      | 1     |
| Totales (7 países) | Totales (7 países) | 4   | 4     | 4      | 12    |